# Championnat du monde de Formule 1 1970
Navigation
1969 1971
Le championnat du monde de Formule 1 1970 est remporté à titre posthume par Jochen Rindt sur une Lotus-Ford. Le pilote autrichien se tue à Monza, lors des essais libres du Grand Prix d'Italie, alors qu'il reste encore quatre courses à disputer. Mais son avance est telle avec déjà cinq victoires, qu'il conserve cinq points de marge sur Jacky Ickx au terme du championnat. Lotus remporte le championnat du monde des constructeurs.

## Règlement sportif
- L'attribution des points s'effectue selon le barème 9, 6, 4, 3, 2, 1.
- Seuls les six meilleurs résultats des sept premières manches et les cinq meilleurs résultats des six dernières manches sont retenus.

## Règlement technique
- Moteurs atmosphériques : 3 000 cm³
- Moteurs suralimentés : 1 500 cm3

## Principaux engagés
- L'inter-saison a été marquée par la séparation surprise entre Stewart et Matra. Après avoir été mis entre parenthèses durant une saison, le projet Matra V12 est réactivé : chez Matra, on souhaite en outre que l'équipe Tyrrell (qui engage depuis 1968 des Matra-Ford sous le nom de « Matra International ») utilise ce V12. Peu convaincus par les vertus de ce moteur qu'ils estiment inférieur au V8 Ford-Cosworth, Ken Tyrrell et Stewart décident donc de rompre leur collaboration avec Matra pour se tourner vers March, un tout nouveau constructeur de châssis qui engage par ailleurs sa propre équipe avec Chris Amon et Joseph Siffert comme pilotes. Mais les premiers essais hivernaux de la nouvelle March s'avérant peu concluants, l'équipe Tyrrell (qui outre Stewart alignera Johnny Servoz-Gavin) envisage de devenir constructeur à part entière.
- L'équipe Matra récupère quant à elle Jean-Pierre Beltoise et aligne également Henri Pescarolo, devenu très populaire en France à la suite de ses prestations aux 24 Heures du Mans.
- Chez Lotus, malgré des rapports fortement détériorés avec son employeur (le pilote autrichien se plaint de la fragilité récurrente des voitures conçues par Colin Chapman), Jochen Rindt est resté. Par contre, le vétéran Graham Hill à peine remis de son terrible accident de la saison précédente n'a pas été conservé et s'alignera sur une Lotus privée de l'écurie de Rob Walker. Il est remplacé par John Miles, le pilote essayeur de l'écurie.
- Présentée comme la principale rivale de l'écurie Lotus, la Scuderia Ferrari enregistre le retour de Jacky Ickx. Il sera épaulé par le prometteur pilote suisse Clay Regazzoni.
- Chez Brabham, Jack Brabham est contraint d'annuler ses projets de retraite à la suite de la défection de Ickx et engage par ailleurs le pilote allemand Rolf Stommelen.

Liste complète des écuries et pilotes ayant couru dans le championnat 1970 de Formule 1 organisé par la FIA.
| Écurie                                                     | Constructeur    | Châssis       | Moteur                                         | Pneus | Pilotes              | Courses        |
| ---------------------------------------------------------- | --------------- | ------------- | ---------------------------------------------- | ----- | -------------------- | -------------- |
| Tyrrell Racing Organisation                                | March Tyrrell   | 701 001       | Ford Cosworth DFV 3.0 V8                       | D     | Jackie Stewart       | Toutes         |
| Tyrrell Racing Organisation                                | March Tyrrell   | 701 001       | Ford Cosworth DFV 3.0 V8                       | D     | Johnny Servoz-Gavin  | 1-3            |
| Tyrrell Racing Organisation                                | March Tyrrell   | 701 001       | Ford Cosworth DFV 3.0 V8                       | D     | François Cevert      | 5-13           |
| Équipe Matra Elf                                           | Matra           | MS120         | Matra MS12 3.0 V12                             | G     | Jean-Pierre Beltoise | Toutes         |
| Équipe Matra Elf                                           | Matra           | MS120         | Matra MS12 3.0 V12                             | G     | Henri Pescarolo      | Toutes         |
| Bruce McLaren Motor Racing                                 | McLaren         | M14A M7D M14D | Ford Cosworth DFV 3.0 V8 Alfa Romeo T33 3.0 V8 | G     | Bruce McLaren        | 1-3            |
| Bruce McLaren Motor Racing                                 | McLaren         | M14A M7D M14D | Ford Cosworth DFV 3.0 V8 Alfa Romeo T33 3.0 V8 | G     | Denny Hulme          | 1-3, 6-13      |
| Bruce McLaren Motor Racing                                 | McLaren         | M14A M7D M14D | Ford Cosworth DFV 3.0 V8 Alfa Romeo T33 3.0 V8 | G     | Andrea de Adamich    | 2-3, 5-12      |
| Bruce McLaren Motor Racing                                 | McLaren         | M14A M7D M14D | Ford Cosworth DFV 3.0 V8 Alfa Romeo T33 3.0 V8 | G     | Peter Gethin         | 5, 8-13        |
| Bruce McLaren Motor Racing                                 | McLaren         | M14A M7D M14D | Ford Cosworth DFV 3.0 V8 Alfa Romeo T33 3.0 V8 | G     | Dan Gurney           | 5-7            |
| Bruce McLaren Motor Racing                                 | McLaren         | M14A M7D M14D | Ford Cosworth DFV 3.0 V8 Alfa Romeo T33 3.0 V8 | G     | Nanni Galli          | 10             |
| Team Surtees                                               | McLaren Surtees | M7C M7A TS7   | Ford Cosworth DFV 3.0 V8                       | F     | John Surtees         | 1-3, 5, 7-13   |
| Team Surtees                                               | McLaren Surtees | M7C M7A TS7   | Ford Cosworth DFV 3.0 V8                       | F     | Derek Bell           | 12             |
| STP Corporation                                            | March           | 701           | Ford Cosworth DFV 3.0 V8                       | F     | Mario Andretti       | 1-2, 7-9       |
| Gold Leaf Team Lotus Garvey Team Lotus World Wide Racing   | Lotus           | 49C 72A 72B   | Ford Cosworth DFV 3.0 V8                       | F     | Jochen Rindt         | 1-10           |
| Gold Leaf Team Lotus Garvey Team Lotus World Wide Racing   | Lotus           | 49C 72A 72B   | Ford Cosworth DFV 3.0 V8                       | F     | John Miles           | 1-10           |
| Gold Leaf Team Lotus Garvey Team Lotus World Wide Racing   | Lotus           | 49C 72A 72B   | Ford Cosworth DFV 3.0 V8                       | F     | Alex Soler-Roig      | 2, 4, 6        |
| Gold Leaf Team Lotus Garvey Team Lotus World Wide Racing   | Lotus           | 49C 72A 72B   | Ford Cosworth DFV 3.0 V8                       | F     | Emerson Fittipaldi   | 7-10, 12-13    |
| Gold Leaf Team Lotus Garvey Team Lotus World Wide Racing   | Lotus           | 49C 72A 72B   | Ford Cosworth DFV 3.0 V8                       | F     | Reine Wisell         | 12-13          |
| Rob Walker Racing Team Brooke Bond Oxo Racing - Rob Walker | Lotus           | 49C 72C       | Ford Cosworth DFV 3.0 V8                       | F     | Graham Hill          | 1-8, 10-13     |
| Motor Racing Developments Ltd Auto Motor und Sport         | Brabham         | BT33          | Ford Cosworth DFV 3.0 V8                       | G     | Jack Brabham         | Toutes         |
| Motor Racing Developments Ltd Auto Motor und Sport         | Brabham         | BT33          | Ford Cosworth DFV 3.0 V8                       | G     | Rolf Stommelen       | Toutes         |
| March Engineering                                          | March           | 701           | Ford Cosworth DFV 3.0 V8                       | F     | Chris Amon           | Toutes         |
| March Engineering                                          | March           | 701           | Ford Cosworth DFV 3.0 V8                       | F     | Joseph Siffert       | Toutes         |
| Scuderia Ferrari SpA SEFAC                                 | Ferrari         | 312B          | Ferrari 001 3.0 Flat-12                        | F     | Jacky Ickx           | Toutes         |
| Scuderia Ferrari SpA SEFAC                                 | Ferrari         | 312B          | Ferrari 001 3.0 Flat-12                        | F     | Ignazio Giunti       | 4, 6, 9-10     |
| Scuderia Ferrari SpA SEFAC                                 | Ferrari         | 312B          | Ferrari 001 3.0 Flat-12                        | F     | Clay Regazzoni       | 5, 7-13        |
| Owen Racing Organisation Yardley Team BRM                  | BRM             | P153 P139     | BRM P142 3.0 V12                               | D     | Jackie Oliver        | Toutes         |
| Owen Racing Organisation Yardley Team BRM                  | BRM             | P153 P139     | BRM P142 3.0 V12                               | D     | Pedro Rodríguez      | Toutes         |
| Owen Racing Organisation Yardley Team BRM                  | BRM             | P153 P139     | BRM P142 3.0 V12                               | D     | George Eaton         | 1-3, 5-7, 9-12 |
| Owen Racing Organisation Yardley Team BRM                  | BRM             | P153 P139     | BRM P142 3.0 V12                               | D     | Peter Westbury       | 12             |
| Frank Williams Racing Cars                                 | De Tomaso       | 505           | Ford Cosworth DFV 3.0 V8                       | D     | Piers Courage        | 1-5            |
| Frank Williams Racing Cars                                 | De Tomaso       | 505           | Ford Cosworth DFV 3.0 V8                       | D     | Brian Redman         | 7-8            |
| Frank Williams Racing Cars                                 | De Tomaso       | 505           | Ford Cosworth DFV 3.0 V8                       | D     | Tim Schenken         | 9-12           |
| Team Gunston                                               | Lotus Brabham   | 49 BT26A      | Ford Cosworth DFV 3.0 V8                       | D G   | John Love            | 1              |
| Team Gunston                                               | Lotus Brabham   | 49 BT26A      | Ford Cosworth DFV 3.0 V8                       | D G   | Peter de Klerk       | 1              |
| Scuderia Scribante                                         | Lotus           | 49C           | Ford Cosworth DFV 3.0 V8                       | F     | Dave Charlton        | 1              |
| Antique Automobiles Racing Team                            | March           | 701           | Ford Cosworth DFV 3.0 V8                       | G     | Ronnie Peterson      | 3-4            |
| Tom Wheatcroft Racing                                      | Brabham         | BT26A         | Ford Cosworth DFV 3.0 V8                       | G     | Derek Bell           | 4              |
| Colin Crabbe Racing                                        | March           | 701           | Ford Cosworth DFV 3.0 V8                       | G     | Ronnie Peterson      | 5-8, 10-12     |
| Silvio Moser Racing Team                                   | Bellasi         | F1 70         | Ford Cosworth DFV 3.0 V8                       | G     | Silvio Moser         | 5-6, 8-10      |
| Pete Lovely Volkswagen Inc.                                | Lotus           | 49B           | Ford Cosworth DFV 3.0 V8                       | F     | Pete Lovely          | 5-7, 12        |
| Hubert Hahne                                               | March           | 701           | Ford Cosworth DFV 3.0 V8                       | F     | Hubert Hahne         | 8              |
| Ecurie Bonnier                                             | McLaren         | M7C           | Ford Cosworth DFV 3.0 V8                       | G     | Joakim Bonnier       | 10, 12         |
| Gus Hutchison                                              | Brabham         | BT26A         | Ford Cosworth DFV 3.0 V8                       | G     | Gus Hutchison        | 12             |

## Résumé du championnat du monde 1970
Pour l'ouverture de la saison en Afrique du Sud, Jackie Stewart fait sensation en réalisant la pole position au volant de sa March dont c'est la toute première apparition en Grand Prix. Après quelques tours, il se fait déborder par Jack Brabham qui décroche facilement la victoire. Stewart prend sa revanche en Espagne et offre à March son premier succès en Formule 1. Profitant de l'hécatombe des autres tenors du championnat, il prend la tête du classement. 
À Monaco, on attend un nouvel épisode du duel Stewart-Brabham. Le renoncement prématuré de Stewart semble offrir à Brabham la victoire sur un plateau mais c'est sans compter sur le retour de Rindt en fin de course. Sous pression, Brabham part à la faute dans le dernier virage du dernier tour en tentant de dépasser Piers Courage au ralenti et doit céder la victoire au pilote autrichien. Deuxième, Brabham se console en reprenant la tête du championnat. Non-qualifié sur la March de l'équipe Tyrrell, Johnny Servoz-Gavin annonce dans la foulée son retrait de la compétition. Il sera remplacé à partir de Zandvoort par un autre jeune pilote français, François Cevert.
Le Grand Prix de Belgique se déroule en l'absence des deux pilotes McLaren car Denny Hulme s'est gravement blessé lors des essais des 500 Miles d'Indianapolis au mois de mai et souffre de sérieuses brûlures aux mains alors que Bruce McLaren a trouvé la mort au début du mois de juin sur le circuit de Goodwood en essayant une CanAm. La course est remportée par le Mexicain Pedro Rodríguez sur BRM. 
Aux Pays-Bas, au volant de la révolutionnaire Lotus 72 qui, avec ses radiateurs latéraux, préfigure l'esthétique des Formule 1 des prochaines décennies à venir, Rindt décroche son deuxième succès de la saison, endeuillé par l'accident mortel de son grand ami Piers Courage. Deuxième sans avoir pu lutter pour la victoire, Stewart reprend à Brabham la tête du championnat mais ne compte qu'un seul point d'avance sur Rindt.
Rindt s'empare de la tête du championnat à Clermont-Ferrand après avoir profité des abandons successifs de Ickx et de Beltoise. Puis l'Autrichien s'envole irrésistiblement à la suite de son succès à Brands-Hatch (victoire non dénuée de chance puisque solide leader, Brabham tombe en panne d'essence dans le dernier tour) puis à Hockenheim malgré la belle résistance de Ickx sur une Ferrari de plus en plus performante. La série de quatre succès consécutifs de Rindt s'achève chez lui en Autriche où il est vaincu par le doublé des pilotes Ferrari Ickx et Regazzoni.
Ce revers n'empêche pas Rindt d'arriver à Monza avec une large avance au championnat. Il compte en effet 20 points d'avance sur Jack Brabham, son plus proche poursuivant. Denny Hulme pointe lui à 25 points et Ickx et Stewart à 26 points. Aussi est-ce avec stupeur que l'on apprend la mort du pilote autrichien à l'occasion des derniers essais du Grand Prix d'Italie. Victime d'une sortie de piste à l'abord de la courbe Parabolica pour des raisons jamais totalement élucidées (on parlera d'une défaillance du système de freinage), Rindt est tué sur le coup. La course est remportée par Regazzoni dont le V12 Ferrari excelle sur les longues lignes droites italiennes. 
En l'absence de l'écurie Lotus forfait pour la deuxième course consécutive en signe de deuil, les Ferrari ont le champ libre pour s'imposer facilement au Canada : comme à l'Österreichring, c'est un doublé Ickx-Regazzoni. Revenant à 17 points de Rindt, Ickx conserve une chance de lui ravir le titre. À l'occasion de cette épreuve Tyrrell fait ses débuts officiels en tant que constructeur : déçu par les prestations du châssis March qui après des débuts prometteurs est complètement rentré dans le rang, Ken Tyrrell a en effet décidé de construire sa propre voiture. En réalisant la pole position, Stewart démontre d'emblée le potentiel de la nouvelle monoplace.
Aux États-Unis, Lotus effectue son retour. Décimée par la mort de Rindt et le renoncement de John Miles profondément marqué par la mort de son équipier, l'équipe de Colin Chapman fait appel à un duo inédit pour tenter de sauvegarder la place de Rindt au championnat. Jusque-là suppléant et ne comptant que trois courses à son actif, le jeune Brésilien Emerson Fittipaldi est promu premier pilote. Il est accompagné du Suédois Reine Wisell. Parti en pole, Ickx est rapidement retardé par des soucis techniques. Dominateurs, Stewart puis Rodríguez sont à leur tour contraints de renoncer et la victoire revient de manière chanceuse à Fittipaldi. Ickx seulement quatrième, Jochen Rindt est sacré champion du monde des pilotes, près d'un mois après sa mort. C'est la seule fois dans l'histoire de la Formule 1 qu'un pilote est couronné à titre posthume.
Au Mexique, dans des conditions de course ahurissantes où le public a quitté les tribunes pour se masser au bord de la piste, Ickx et Regazzoni offrent pour l'honneur un nouveau doublé à la Scuderia Ferrari et s'assurent des deuxième et troisième place au championnat.

## Grands Prix de la saison 1970
| no  | Date         | Grand Prix                    | Lieu              | Vainqueur          | Écurie       | Pole position  | Record du tour | Résumé |
| --- | ------------ | ----------------------------- | ----------------- | ------------------ | ------------ | -------------- | -------------- | ------ |
| 185 | 7 mars       | Grand Prix d'Afrique du Sud   | Kyalami           | Jack Brabham       | Brabham-Ford | Jackie Stewart | John Surtees   | Résumé |
| 186 | 19 avril     | Grand Prix d'Espagne          | Jarama            | Jackie Stewart     | March-Ford   | Jack Brabham   | Jack Brabham   | Résumé |
| 187 | 10 mai       | Grand Prix de Monaco          | Monaco            | Jochen Rindt       | Lotus-Ford   | Jackie Stewart | Jochen Rindt   | Résumé |
| 188 | 7 juin       | Grand Prix de Belgique        | Spa-Francorchamps | Pedro Rodriguez    | BRM          | Jackie Stewart | Chris Amon     | Résumé |
| 189 | 21 juin      | Grand Prix des Pays-Bas       | Zandvoort         | Jochen Rindt       | Lotus-Ford   | Jochen Rindt   | Jacky Ickx     | Résumé |
| 190 | 5 juillet    | Grand Prix de France          | Charade           | Jochen Rindt       | Lotus-Ford   | Jacky Ickx     | Jack Brabham   | Résumé |
| 191 | 18 juillet   | Grand Prix de Grande-Bretagne | Brands Hatch      | Jochen Rindt       | Lotus-Ford   | Jochen Rindt   | Jack Brabham   | Résumé |
| 192 | 2 août       | Grand Prix d'Allemagne        | Hockenheim        | Jochen Rindt       | Lotus-Ford   | Jacky Ickx     | Jacky Ickx     | Résumé |
| 193 | 16 août      | Grand Prix d'Autriche         | Österreichring    | Jacky Ickx         | Ferrari      | Jochen Rindt   | Clay Regazzoni | Résumé |
| 194 | 6 septembre  | Grand Prix d'Italie           | Monza             | Clay Regazzoni     | Ferrari      | Jacky Ickx     | Clay Regazzoni | Résumé |
| 195 | 20 septembre | Grand Prix du Canada          | Mont-Tremblant    | Jacky Ickx         | Ferrari      | Jackie Stewart | Clay Regazzoni | Résumé |
| 196 | 4 octobre    | Grand Prix des États-Unis     | Watkins Glen      | Emerson Fittipaldi | Lotus-Ford   | Jacky Ickx     | Jacky Ickx     | Résumé |
| 197 | 25 octobre   | Grand Prix du Mexique         | Mexico            | Jacky Ickx         | Ferrari      | Clay Regazzoni | Jacky Ickx     | Résumé |

| Date     | Grand Prix                                   | Lieu         | Vainqueur      | Écurie       | Pole position  | Record du tour | Résumé |
| -------- | -------------------------------------------- | ------------ | -------------- | ------------ | -------------- | -------------- | ------ |
| 22 mars  | V Race of Champions                          | Brands Hatch | Jackie Stewart | March-Ford   | Jackie Stewart | Jack Brabham   | Résumé |
| 26 avril | XXII BRDC Daily Express International Trophy | Silverstone  | Chris Amon     | March-Ford   | Chris Amon     | Chris Amon     | Résumé |
| 22 août  | XVII International Gold Cup                  | Oulton Park  | John Surtees   | Surtees-Ford | John Surtees   | Jackie Stewart | Résumé |

## Classement des pilotes
| Classement | Pilote               | Pays             | Voiture                      | Nombre de points |
| ---------- | -------------------- | ---------------- | ---------------------------- | ---------------- |
| 1er        | Jochen Rindt         | Autriche         | Lotus-Ford                   | 45               |
| 2e         | Jacky Ickx           | Belgique         | Ferrari                      | 40               |
| 3e         | Clay Regazzoni       | Suisse           | Ferrari                      | 33               |
| 4e         | Denny Hulme          | Nouvelle-Zélande | McLaren-Ford                 | 27               |
| 5e         | Jack Brabham         | Australie        | Brabham-Ford                 | 25               |
| 6e         | Jackie Stewart       | Royaume-Uni      | March-Ford                   | 25               |
| 7e         | Pedro Rodríguez      | Mexique          | BRM                          | 23               |
| 8e         | Chris Amon           | Nouvelle-Zélande | March-Ford                   | 23               |
| 9e         | Jean-Pierre Beltoise | France           | Matra                        | 16               |
| 10e        | Emerson Fittipaldi   | Brésil           | Lotus-Ford                   | 12               |
| 11e        | Rolf Stommelen       | Allemagne        | Brabham-Ford                 | 10               |
| 12e        | Henri Pescarolo      | France           | Matra                        | 8                |
| 13e        | Graham Hill          | Royaume-Uni      | Lotus-Ford                   | 7                |
| 14e        | Bruce McLaren        | Nouvelle-Zélande | McLaren-Ford                 | 6                |
| 15e        | Mario Andretti       | États-Unis       | March-Ford                   | 4                |
| 16e        | Reine Wisell         | Suède            | Lotus-Ford                   | 4                |
| 17e        | Ignazio Giunti       | Italie           | Ferrari                      | 3                |
| 18e        | John Surtees         | Royaume-Uni      | McLaren-Ford et Surtees-Ford | 3                |
| 19e        | John Miles           | Royaume-Uni      | Lotus-Ford                   | 2                |
| 20e        | Jackie Oliver        | Royaume-Uni      | BRM                          | 2                |
| 21e        | Johnny Servoz-Gavin  | France           | March-Ford                   | 2                |
| 22e        | François Cevert      | France           | March-Ford                   | 1                |
| 23e        | Peter Gethin         | Royaume-Uni      | McLaren-Ford                 | 1                |
| 24e        | Dan Gurney           | États-Unis       | McLaren-Ford                 | 1                |
| 25e        | Derek Bell           | Royaume-Uni      | Surtees-Ford                 | 1                |

## Classement des constructeurs
| Classement | Pays        | Voiture      | Nombre de points |
| ---------- | ----------- | ------------ | ---------------- |
| 1er        | Royaume-Uni | Lotus-Ford   | 59               |
| 2e         | Italie      | Ferrari      | 52               |
| 3e         | Royaume-Uni | March-Ford   | 48               |
| 4e         | Royaume-Uni | Brabham-Ford | 35               |
| 5e         | Royaume-Uni | McLaren-Ford | 35               |
| 6e         | Royaume-Uni | BRM          | 23               |
| 7e         | France      | Matra        | 23               |
| 8e         | Royaume-Uni | Surtees-Ford | 3                |